# Jihostroj
Jihostroj a.s. je společnost s dlouholetou tradicí v oblasti leteckého průmyslu. Původně se společnost jmenovala JEVAN. Roku 1938, byla do firmy zásluhou Ing. Antonína Železného zavedena letecká výroba a název byl změněn na JIKOV. Teprve po znárodnění došlo k přejmenování společnosti na současný název JIHOSTROJ.

## Historie

### JEVAN
Zápisem do obchodního rejstříku v březnu 1919 byla založena firma s názvem "Jihočeská elektrotechnická výroba a nástrojařství" - zkráceně JEVAN. Počáteční provozní kapitál byl 130 000 Kč. Iniciátorem založení firmy byl velešínský rodák Jan Hans. Byl samozřejmě jako mnoho jiných Čechů silně ovlivněn rychlým během událostí po skončení první světové války, rozpadu Rakousko-Uherska a vyhlášení samostatné Československé republiky. Ze svého působení ve Vídni se vrátil do rodného Velešína, aby poskytl spolu se švagrem Janem Zrkvou a Dr. Bürgerem své zkušenosti nově se rodící republice.

### Bratři Štejnarové
Firma Jevan po několika letech skončila výrobu a objekt koupil Eduard Štejnar spolu se svým bratrem Emilem a přenesl do něj z Českých Budějovic svou výrobu nábytkového kování. V prvních letech hospodářské krize nebyl již Eduard Štejnar pro svůj zdravotní stav schopen úspěšně řídit podnik a proto jako ředitele firmy přivedl v roce 1933 svého zetě Ing. Antonína Železného, který firmu zmodernizoval.

### Jihočeský kovoprůmysl
Zaměření na leteckou výrobu zavedl až v roce 1936 Ing. Antonín Železný a v souvislosti s tím změnil i formu a název firmy a zavedl značku JIKOV. Své kontakty a zkušenosti využil k velmi rychlému rozvoji továrny, a její orientaci na produkty, vyžadující mnohem přísnější nároky na kvalitu a řízení výroby. Kromě dílů pro letadla, jako např. karburátorů, zavedl i výrobu hydrauliky, např. zubových čerpadel, a elektrických spotřebičů, např. kávovarů. Výroba nábytkového kování zůstala přitom zachována. Rozšíření výroby umožnilo zvýšit počet pracovních míst, takže navzdor hospodářské krizi stoupl počet zaměstnanců z původních 50 na více než 600.

### 2. světová válka
Za druhé světové války byl výrobní program využit pro potřeby německého vojenského průmyslu, takže bylo nutno zastavit výrobu nábytkového kování a elektrických spotřebičů. Naproti tomu byla tajně připravena poválečná výroba automobilových a motocyklových karburátorů, stabilních motorů, vstřikovacích zařízení pro vznětové motory a skútrů.

### Po 2. světové válce
V roce 1946 byla továrna Ing. Železného znárodněna a připojena k národnímu podniku PAL. Přitom byla výroba skútrů zastavena, výroba karburátorů a stabilních motorů byla převedena do Č. Budějovic, kde se stala základem podniku Motor Jikov, a výroba vstřikovacích zařízení byla převedena do Jihlavy, kde se stala základem podniku Motorpal. V roce 1953 byl JIKOV znovu oddělen a byl vytvořen nový subjekt s názvem JIHOčeské STROJírny - JIHOSTROJ. Hlavní výrobní program nově vzniklého subjektu byl orientován na letecký průmysl.

## Současnost

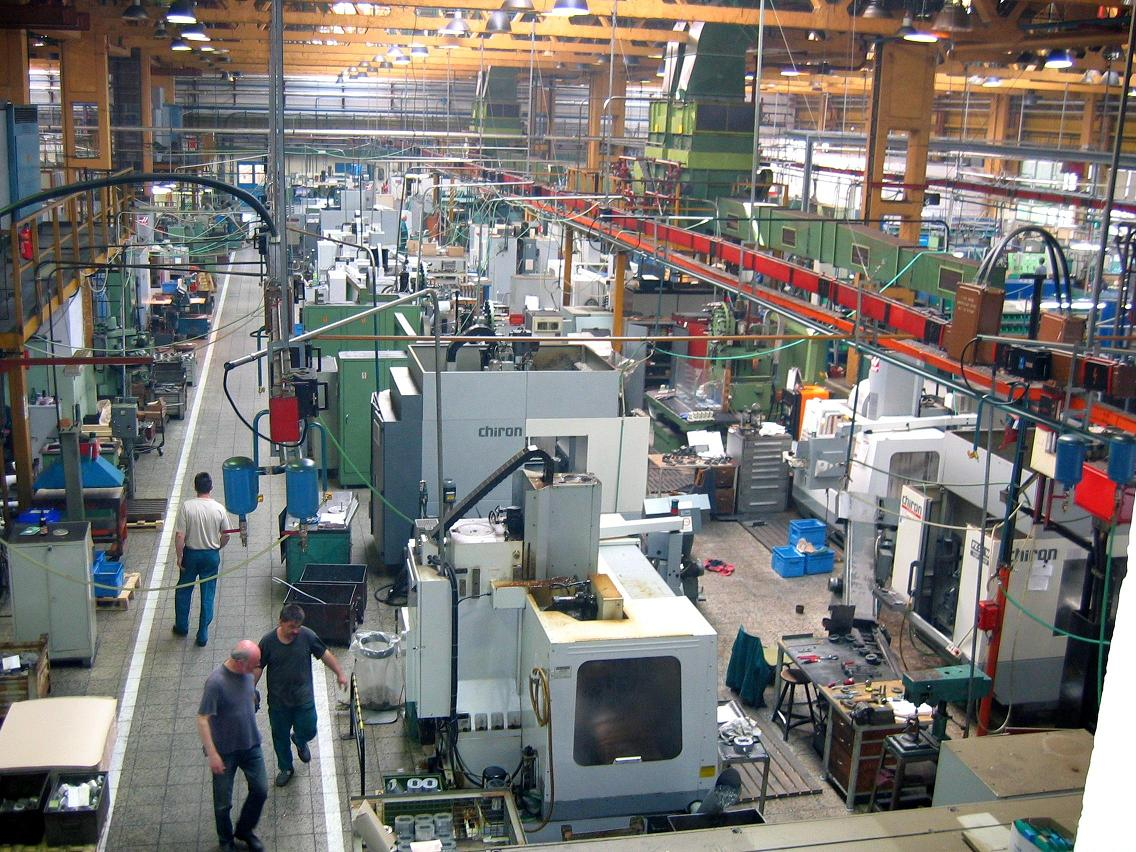
Jihostroj a.s., Hala M6, hlavní provoz hydraulické divize

### Současná situace
V roce 1992 proběhla privatizace. Jihostroj se stal akciovou společností. Hlavní reorganizace proběhla v roce 1995. Firma byla výrazně zracionalizována, výrobní program se rozdělil do dvou divizí. Hydraulická divize se zaměřuje na výrobu hydraulických zubových čerpadel, hydraulických motorů, rozdělovačů, ventilů a válců. Výroba Letecké divize se zaměřila na oblast přístrojů palivového a hydraulického systému letadla a přístrojů řízení vrtule. Dodávky přístrojů těchto výrobkových skupin orientuje tradičně na tuzemské odběratele, jimiž jsou především GE Aviation Czech, s.r.o. a PBS, a.s., Velká Bíteš, ale samozřejmě od roku 1989 směřují obchodní aktivity letecké divize společnosti Jihostroj k výrobcům západního leteckého průmyslu - Parker Hannifin Corporation, Crane Aerospace, Honeywell, Samsung Techwin a další.

## Letecké finály, používající přístroje vyvinuté a vyrobené v Jihostroji

### Turbovrtulový motor M601 Walter
Jedním z hlavních současných produktů letecké divize společnosti Jihostroj a.s. jsou následující přístroje, které jsou součástí turbovrtulového motoru Walter M601. Na tento motor Jihostroj dodává - Regulátor paliva LUN 6590, Hlavní palivové čerpadlo LUN 6290 a regulátor vrtule LUN 7816.

### APU Saphír
Pro APU, typové řady Saphír Jihostroj a.s. dodává:
Čerpadlo paliva
Čerpadlo oleje
Rozdělovač paliva
Rozdělovač oleje
Toto APU je použito v různých modifikacích na letounech Aero L-39, Aero L-159, K-8, L15 a vrtulnících Mil Mi-17.

### Regulátory vrtule
Mohou být a jsou použity na všech typech letounů s pístovým motorem a vrtulí typu "constant speed". Letouny řady RV firmy Van’s Aircraft, Extra 300, Pitts, Suchoj Su-31, a jiné. Kompletní seznam v externích odkazech této stránky.

### Brzdové dílce
Pro vojenský cvičný letoun Pilatus PC-21 a malý dopravní letoun Pilatus PC-12, jakož i vrtulník Sikorsky S-76 a businessjet Eclipse 500 dodává Jihostroj a.s. brzdové dílce.

### Ostatní
Dále Jihostroj dodává přístroje a dílce pro:
Motor RR Trent 800 a Trent 1000, dále letouny Cessna 550 a jiné.